# Terry Jonathan Hart
Terry Jonathan Hart (Pittsburgh, Pennsylvania, 1946. október 27.–) amerikai űrhajós, alezredes.

## Életpálya
1968-ban a Lehigh Egyetemen gépészmérnöki oklevelet szerzett. 1969-ben a  Massachusetts Institute of Technology keretében megvédte mérnöki diplomáját. 1969-ben belépett a légierő állományába. 1970-ben kapott pilóta jogosítványt első szolgálati repülőgépe az F–106 volt. 1978-ban a Rutgers Egyetemen villamosmérnöki diplomát kapott. Több mint 3000 órát töltött a levegőben (repülő/űrrepülő).
1978. január 16-tól Lyndon B. Johnson Űrközpontban részesült űrhajóskiképzésben. Kiképzett űrhajósként tagja volt STS–1, STS–2, STS–3 és STS–7 támogató (tanácsadó, problémamegoldó) személyzetének. Egy űrszolgálata alatt összesen 6 napot, 23 órát és 40 percet (168 óra) töltött a világűrben. Űrhajós pályafutását 1984. június 15-én fejezte be. Az Engineering and Operations az AT & T igazgatója, majd a Loral Skynet a Bedminster (New Jersey) elnöke.

## Űrrepülések
STS–41–C, a Challenger űrrepülőgép 5. repülésének küldetésfelelőse. Telepítették az LDEF (Long Duration Exposure Facility) laboratóriumot, és megjavították az SMM (Solar Maximum Mission) műholdat. Elvégezték az előírt kutatási, kísérleti feladatokat. Első űrszolgálata alatt összesen 6 napot, 23 órát és 40 percet (168 óra) töltött a világűrben. 4 619 000 kilométert tett meg, 108 alkalommal kerülte meg a Földet.